# Schuyler Colfax
Schuyler Colfax, Jr (pronunciado [ˈskaɪ̪lɚ ˈkɔlfæks], Ciudad de Nueva York, Nueva York; 23 de marzo de 1823 - Mankato, Minnesota; 13 de enero de 1885) fue un político estadounidense miembro del Partido Republicano. Fue vicepresidente de los Estados Unidos desde 1869 hasta 1873 bajo el mandato del presidente Ulysses S. Grant. 
Anteriormente, se desempeñó como representante por Indiana en la Cámara de Representantes de Estados Unidos de 1855 a 1869 y presidente de la Cámara de Representantes de Estados Unidos de 1863 a 1869. Durante su primer mandato como presidente, lideró el esfuerzo para aprobar la Decimotercera Enmienda a la Constitución de los Estados Unidos, que abolió la esclavitud. Cuando llegó a la Cámara para una votación final en enero de 1865, enfatizó su apoyo emitiendo un voto a favor (por convención, el presidente vota solo para romper un empate).
En las elecciones de 1868, Colfax fue elegido vicepresidente como compañero de fórmula de Ulysses S. Grant. La candidatura de Grant y Colfax tuvo éxito, y Colfax juramentó como vicepresidente el 4 de marzo de 1869. Durante su mandato, tuvo poca participación en la administración de Grant.
En 1870, creyendo que Grant sólo cumpliría un mandato, Colfax intentó sin éxito conseguir apoyo para la nominación presidencial republicana de 1872 diciéndoles a amigos y partidarios que no buscaría un segundo mandato como vicepresidente. Cuando Grant anunció que se presentaría de nuevo, Colfax cambió de opinión e intentó ganar la nominación a la vicepresidencia, pero esta le fue concedida a Henry Wilson. Terminó su mandato el 4 de marzo de 1873 y nunca más se postuló para un cargo.
Entre 1872 y 1873, una investigación del Congreso vinculó al vicepresidente Colfax con el escándalo de Crédit Mobilier, identificándolo como uno de los varios funcionarios del gobierno federal que habían aceptado pagos en efectivo y acciones con descuento de la Union Pacific a cambio de acciones favorables durante la construcción del primer ferrocarril transcontinental en 1868. Aunque se defendió enérgicamente de los cargos, su reputación sufrió. Después de dejar la vicepresidencia, trabajó como ejecutivo de negocios y se convirtió en un popular conferenciante y orador.
- Datos: Q310852
- Multimedia: Schuyler Colfax / Q310852